# Pianki
Pianki, noto anche come Menkhepera Piye (fl. VIII secolo a.C.), è stato un sovrano egizio della XXV dinastia egizia.

## Biografia
Pur non essendo stato il primo sovrano della sua linea dinastica Piye è, a ragione, considerato il vero fondatore della XXV dinastia in quanto a lui si deve l'aver iniziato il movimento di espansione del regno nubiano, espansione che giunse, quasi, a riunificare tutto l'Egitto.

Anche se Manetone, che tra l'altro non lo cita, scrive di ... tre sovrani etiopici...i dinasti della XXV dinastia furono, in realtà, di origine e cultura egiziana, probabilmente discendenti dei membri del clero tebano rifugiatisi a sud della I cateratta dopo la fallita rivolta contro Sheshonq I, primo sovrano della XXII dinastia.

Principale fonte sugli avvenimenti del suo regno è la stele da lui stesso eretta a Napata. Il testo, che riporta numerose notizie sulla guerra contro la coalizione di principi egiziani guidata da Tefnakht di Sais, non chiarisce per quale motivo Piye, dopo aver sconfitto gli avversari, invece di proseguire l'avanzata e conquistare il Basso Egitto si ritirò nella sua capitale, Napata appunto, lasciando al loro posto i principi sconfitti e accontentandosi di un semplice atto di vassallaggio.

Di questo sovrano si conoscono varie forme della titolatura segno che modificò più volte i propri titoli regali.

Una sorella, Amenardis, divenne Divina Sposa di Amon a Tebe, carica che aveva soppiantato, per importanza politico/religiosa, quella di Primo Profeta di Amon.

Piankhi fu sepolto nella necropoli di el-Khurru presso Napata.
| Nome Horo                       | Altri nomi |
| Smatawy/ka-nekhet heka-im-kaset | Piankhi    |

## Titolatura
| G5 |

| G5 |

| F36 | N19 |

| F36 | N19 |

| F36 | N19 |

| F36 | N19 |

| F36 | N19 |

| F36 | N19 |

| F36 | N19 |

| F36 | N19 |

| G16 |

| G16 |

| F31 | U25 |

| F31 | U25 |

| G8 |

| G8 |

| O34 · I1 | N29 · N35 | W24 | w | A1 | Z3 |

| O34 · I1 | N29 · N35 | W24 | w | A1 | Z3 |

| M23 · X1 | L2 · X1 |

| M23 · X1 | L2 · X1 |

| N5 | mn | L1 |

| N5 | mn | L1 |

| N5 | mn | L1 |

| N5 | mn | L1 |

| N5 | mn | L1 |

| N5 | mn | L1 |

| N5 | mn | L1 |

| N5 | mn | L1 |

| G39 | N5 |

| G39 | N5 |

| p | i | i |

| p | i | i |

| p | i | i |

| p | i | i |

| p | i | i |

| p | i | i |

| p | i | i |

| p | i | i |